# Kapetan Nitrat
Kapetan Nitrat je srpski stripski serijal, čiji je glavni lik superheroj, čije se moći zasnivaju na energiji koju u sebi čuvaju nitratne filmske trake. Kreirao ga je srpski scenarista Borislav Stanojević 1996, i do sada su izašle tri grafičke novele sa avanturama ovog junaka.

## Autori
Idejni tvorac i scenarista Kapetana Nitrata je Borislav Stanojević. Trenutno je upravnik biblioteke Jugoslovenske kinoteke. Rođen je 23. aprila 1953. i odrastao u Beogradu (Srbija, Jugoslavija). Završio je Fakultet dramskih umetnosti, univerziteta u Beogradu odsek za Filmsku i TV produkciju i Muzičku akademiju u Bukureštu u Rumuniji. Od 1981, radi kao kompozitor, scenarista i producent. Jedno vreme je radio kao profesor filmske i tv produkcije, a od 1988-1996 bio je filmski arhivista u arhivu Jugoslovenske kinoteke, sa naglašenim istraživačkim radom na filmskoj muzici, animaciji i jugoslovenskom avangardnom filmu. Takođe vodi Studio za elektronske medije „Vlada Petrić“ u okviru Muzeja Jugoslovenske kinoteke, čiji se program u potpunosti zasniva na prikazivanju digitalnog filmskog materijala.
Tekstovi Borislava Stanojevića, vezani za strip teoriju mogu se pročitati na sajtu Udruženja za promociju i produkciju stripa u njegovoj kolumni "Kapetan Nitrat prikazuje".
Na stripovima KN radila su dva crtača. Za prvu svesku Usamljenost superheroja: Kapetan Nitrat – Nitratna zavera, bio je zadužen srpski crtač Siniša Radović, dok je drugi i treći tom nacrtao makedonski crtač Aleksandar Sotirovski.

## Stripografija
1. Usamljenost superheroja: Kapetan Nitrat – Nitratna zavera, Stanojević i Radović, 75 strana (format A4), „Dedalus“, Beograd, 1996.
2. , na engleskom, Stanojević i Sotirovski, 70 strana (format B5), „Monasteri“, Bitolj, Makedonija, 1999.
3. Kapetan Nitrat: kratki(?) rezovi, Stanojević i Sotirovski, kolor, 120 strana (format A4), Jugoslovenska kinoteka, Beograd, 2011.  978-86-83513-18-5

- Kapetan nitrat 1.-Nitratna zavera
- Kapetan Nitrat 2. - Ratne igre

## Ko je i šta je Kapetan Nitrat?
- Alter-ego: Vatroslav (Ignacijus) Vostok, filmski arhivista trećeg reda
- Mesto radnje: Slavigrad, Južna Beovija
- Radno mesto: Filmski arhiv
- Saveznici, pomoćnici: Razvodnik Daljinac, Davor Dirlich
- Neprijatelji: Državne i tajne organizacije, Filmfungus-super terorista, itd...
- Super-moći: Sposobnost kontrolisanja neograničene energije nitrata
- Kostim: Beli plašt i kostim, obmotan filmskim trakama poput egipatske mumije

Zadatak superheroja od trenutka kada su se pojavili bio je odmah jasan. Borba protiv zla u svim njenim oblicima, bilo da su to ludi naučnici, osvajači iz svemira ili neki drugi anti superheroji koji svoje moći koriste u sebične svrhe. Naravno, to je osnovni zadatak i Kapetana Nitrata.
Jedna od glavnih karakteristika superheroja jeste njihov dvojni identitet, pri čemu svoj pravi identitet kriju obično iza maske nekog običnog posla, kako bi na taj način zaštitili porodicu i prijatelje od osvete nekog zlikovca, a na kraju krajeva i same sebe.
Tako je, na primer, Supermen u svoje „slobodno vreme“ novinar-šeprtlja, Spajder-men fotoreporter tinejdžer, Betmen plejboj-multimilioner. Maske njihovih „uobičajenih“ poslova na ovaj način im obezbeđuju bar na neki trenutak malo slobodnog vremena za odmor. Ali da vidimo kakav je slučaj sa Kapetanom Nitratom i po čemu se razlikuje od ostalih super-junaka?
Vatroslav Vostok je ime i prezime čoveka koji se pretvara u Kapetana Nitrata. Po zanimanju on je filmski arhivista, kome je osnovna životna preokupacija kako očuvati nitratnu filmsku traku tj., kako sačuvati film zabeležen na njoj. Ako se zna da je filmska traka zbog svoje hemijske strukture i nestabilnosti, i rizika da se zapali sama od sebe i pri tome emituje ogromnu količinu toplotne energije, a bez ikakve mogućnosti da se na bilo koji način ugasi,veoma svojeglava tvorevina, njegov zadatak je već sam po sebi donkihotovski. Kao i svaki pravi filmski arhivista, on je na svaki mogući naučni način pokušavao da pronađe najbolje načine da se najvernija slika sveta koju beleži nitratna traka, sačuva. Ali, za razliku od ostalih svojih kolega, koji se drže uniformnog načina razmišljanja pri rešavanju ovoga problema, on je otišao i za korak dalje, ubacujući u svoj rad i delić magije/alhemije. Kombinujući sva stečena znanja, on sprovodi eksperiment čiji rezultat treba da bude smesa uz pomoć koje će filmska traka biti konačno zaštićena od propadanja, ali umesto toga pronalazi AAANIREZIS čudnovatu polusvesnu smesu koja se na mentalnom planu povezuje sa Vostokom i u stanju je da poprimi oblik koji god poželi. Nastavljajući svoja istraživanja, za koja su se zainteresovali i mnogi nepoćudni elementi koji bi želeli da iskoriste veliku moć nitrata u ne baš tako časne svrhe, dolazi do eksplozije. Vostokova molekularna struktura tela usled sinteze sa nitratom se menja, i on postaje biće koje zrači beskonačnu i veoma opasnu energiju. Zahvaljujući AAANIREZIS, koja poseduje mogućnost da izoluje energiju nitrata i spreči njegovo slobodno emitovanje, on uspeva da spreči da bude opasan po svako živo biće koje bi se našlo u njegovom okruženju. Tako postaje Kapetan Nitrat, koji se pored uobičajenih superherojskih aktivnosti (spašavanje sveta, itd...) bavi i očuvanjem svetske kulturne baštine u formi filmskih traka. Borba na ovom polju odvija se na dva fronta, i to:
- u našem, realnom, svetu, gde razne tajne (državne) i međunarodne organizacije pokušavaju da se domognu nitratnih traka kako bi stvorile ultimativno oružje, i
- u subatomskom svetu gde je molekularna struktura trake zbog svoje nestabilnosti sama sebi neprijatelj.
No i pored evidentnih nadljudskih moći, one nisu njegovo glavno oruđe delovanja, već krajnje rešenje. Nauka, alhemija, iskustvo, jednom rečju-znanje glavno oružje Vatroslava Vostoka tj. Kapetana Nitrata.
Dakle, na postavljeno pitanje po čemu se razlikuje Kapetan Nitrat od ostalih maskiranih superheroja, odgovor je jednostavan! Iako "maskiran", bilo kao Vatroslav Vostok, filmski arhivista, ili kao Kapetan Nitrat, za njega zapravo nema maske, jer i u jednom i u drugom slučaju, on se bavi istom stvari (i za njega nema odmora)-spašavanju onog dela našeg postojanja zabeleženog na filmskoj traci.

## Prijatelji i neprijatelji
Davor Dirlich filmski reditelj i kritičar, blizak prijatelj Vatroslava Vostoka. Njegov asistentu u naučno-alhemijskim pokušajima da se spreči zapaljivost i (samo)uništenje nitratnog filma.
Razvodnik Daljinac, biće čije je telo televizijski ekran, koji se slično Srebrnom Letaču, kreće na letećoj dasci koja je u stvari daljinski upravljač. Glasnik je koji je obznanio Vatroslavu Vostoku da će postati Kapetan Nitrat, spasilac nitratnog filma. Postaće njegov asistent u borbi za spas sveta i filma.
Filmfungus, nekada svetski priznati naučnik, botaničar, koji je eksperimentom pretvorio sebe u biće koje je u stanju da uništi gljive koje oštećuju filmsku traku. Međutim, kako su političke organizacije odlučile da unište a ne sačuvaju film, okreće se protiv njih sa zadatkom da prouzrokuje eksploziju koja će uništiti i nitratnu filmsku traku i svet.